# Heliodoros (Autor)
Heliodoros (altgriechisch Ἡλιόδωρος Hēliódōros, deutsch auch Heliodor) aus Emesa war ein spätantiker griechischer Autor, der als Verfasser des Romans Aithiopiká bekannt ist.

## Leben
Heliodoros war nach eigener Aussage Sohn eines Theodosios aus der Familie der Heliospriester von Emesa. Er lebte wahrscheinlich im 3. Jahrhundert; aber auch die zweite Hälfte des 4. Jahrhunderts wird in der Forschung als Abfassungszeit seines Werkes diskutiert. Lebensdaten und Zeitpunkt der Abfassung seines Romans sind umstritten.
In seiner Kirchengeschichte schreibt Sokrates Scholastikos, dass ein Bischof namens Heliodoros aus dem thessalischen Trikka in seiner Jugend einen erotischen Roman mit dem Titel Aithiopiká verfasst habe. Es kann zwar nicht ausgeschlossen werden, dass ein Phönizier aus Emesa später Bischof in Thessalien wird, vermutlich ist die Zuschreibung aber falsch und könnte dazu dienen, den im byzantinischen Reich jahrhundertelang sehr beliebten Roman einem christlichen Publikum schmackhafter zu machen.

## Werk

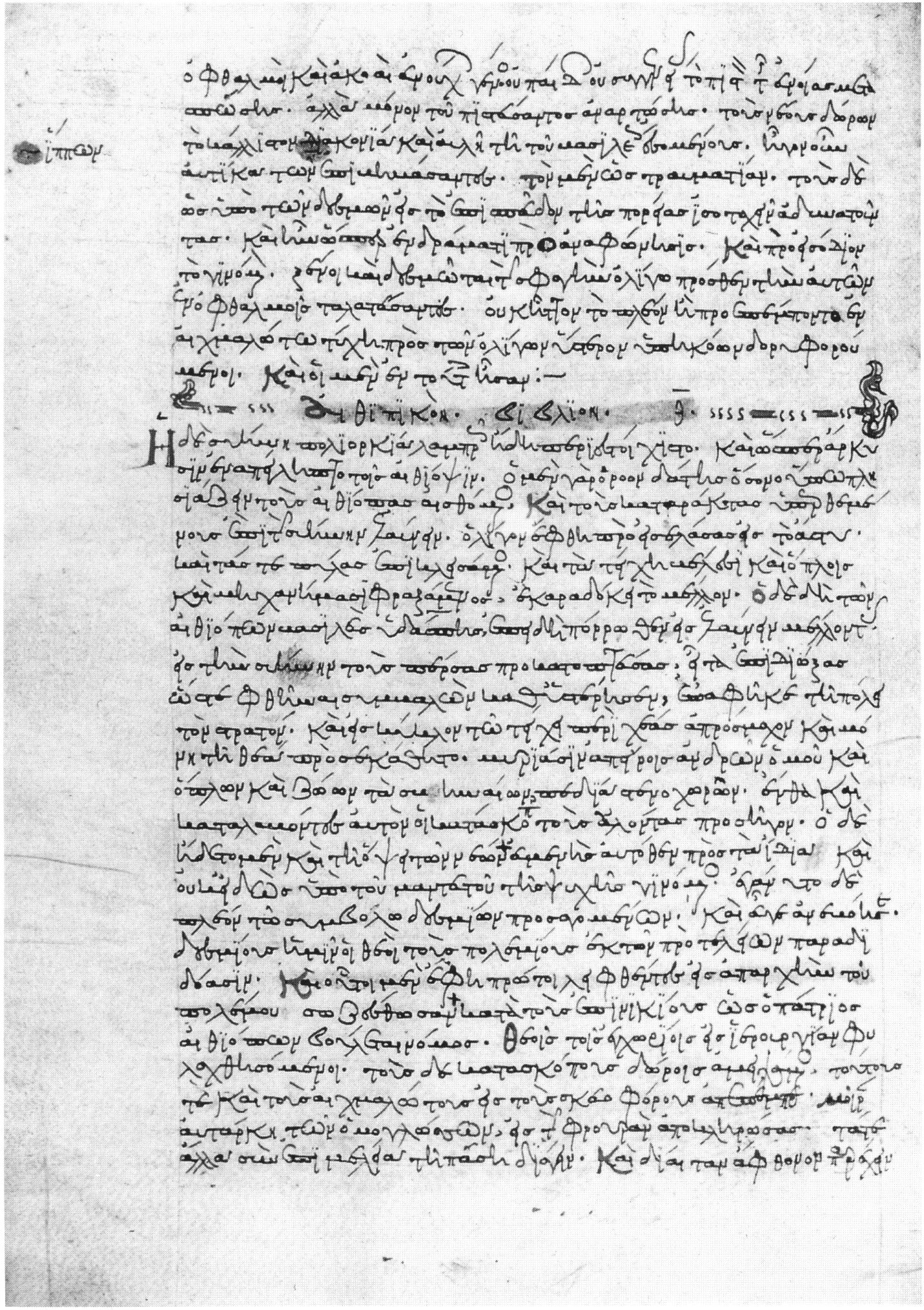
Die Aithiopika in einer Handschrift aus dem Besitz von Kardinal Bessarion, die zu den ältesten Textzeugen zählt. Venedig, Biblioteca Nazionale Marciana, Gr. 410, fol. 94v (12./13. Jahrhundert)

Heliodoros ist der Verfasser der Aithiopika (Αἰθιοπικά), eines griechischen Romans in zehn Büchern, der die wunderbaren Schicksale der äthiopischen Königstochter Chariklea und des Thessaliers Theagenes berichtet. Der Roman wurde bereits in der Spätantike sehr geschätzt, vor allem aber in mittelbyzantinischer Zeit. Diese Schätzung rechtfertigt sich aus formalen – der Roman verwendet eine komplexe Erzählstruktur mit einander ergänzenden, immer wieder unterbrochenen und eingeschobenen Erzählungen – wie auch aus sprachlichen Gesichtspunkten. Hinzu kam, dass der Roman nicht nur Frivolitäten meidet, sondern geradezu erbauliche Züge aufweist, etwa in der Treue und Keuschheit der beiden Protagonisten, weshalb man den Autor fälschlicherweise mit einem Bischof Heliodoros von Trikka in Thessalien identifizierte. Im 14. Jahrhundert erweiterte Xanthopulos die Zuschreibungsgeschichte mit der Behauptung, dass der Bischof von Trikka aufgefordert worden sei, sein Werk zu verbrennen, andernfalls würde er sein Bischofsamt verlieren. Heliodoros habe das abgelehnt und den Verlust in Kauf genommen.
Da der Roman dennoch als erotischer Roman gelesen werden konnte, sah man sich mehrfach zu Verteidigung und Deutung veranlasst. Einer byzantinischen Allegorese eines „Philosophen  Philippos“ zufolge erscheinen im Roman die Archetypen der vier Kardinaltugenden und Chariklea wird als Verbindung von Seele und Nous aufgefasst. Bei dem „Philosophen“ Philippos handelt es sich um den Mönch Philagathos von Cerami, der im 12. Jahrhundert in Süditalien lebte. Ebenfalls allegorisch interpretierte Johannes Eugenikos im 15. Jahrhundert den Roman und setzt diese Allegorie in Beziehung zur allegorischen Deutung der Erotik des Hohen Lieds in der christlichen Theologie.
Der Roman gilt als bester (und manchmal als einer der letzten) Romane der Spätantike. Heliodoros war Vorbild für zahlreiche Romanschriftsteller, insbesondere des Barock. Motive aus seinem Roman lieferten außerdem die Vorlage zu Giuseppe Verdis Oper Aida.

## Ausgaben
- Heliodori Aethiopica. Hrsg. von Aristides Colonna. Typis Regiae Officinae Polygraphicae, Rom 1938. 2 Bde.
- Héliodore Les Éthiopiques (Théagène et Chariclée; Collection Budé), hrsg. von Robert M. Rattenbury und Thomas W. Lumb, übers. von Jean Maillon, 3 Bde., Paris 21960 (11935).

## Übersetzungen
- Aethiopica historia. Übersetzung von Johannes Zschorn. Straßburg 1559. Nachdruck: Lang, Bern u. a. 1984, ISBN 3-261-03177-8
- Theagenes und Charikleia. Ein Roman aus dem Griechischen des Heliodoros. Übersetzt von Karl Wilhelm Göttling. Andrea, Frankfurt a. M. 1822
- Heliodor's zehn Bücher Aetheopischer Geschichte. Aus dem Griechischen übersetzt von Friedrich Jacobs. Verlag der J. C. Metzler'schen Buchhandlung, Stuttgart 1837.
- Heliodorus: Aethiopische Geschichten. Aus dem Griechischen übersetzt von Theodor Fischer. 2 Bde. Hoffmann, Stuttgart 1867f.
- Heliodor: Die äthiopischen Abenteuer von Theagenes und Charikleia. Übersetzung von Horst Gasse. Reclam, Stuttgart 1972. ISBN 3-15-009384-8
- Heliodoros: Die Abenteuer der schönen Chariklea. Übersetzung von Rudolf Reymer (1950). Artemis & Winkler, München 2001 (Bibliothek der Alten Welt), ISBN 3-7608-4087-6. Mit einem Nachwort von Niklas Holzberg.